# Naissance en 1259
Naissance
- 1255
- 1256
- 1257
- 1258
- 1259
- 1260
- 1261
- 1262
- 1263

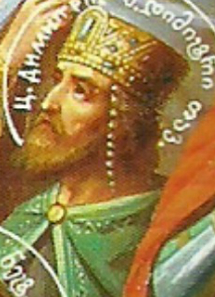
Démétrius II de Géorgie, né en 1259.

Cette page dresse une liste de personnalités nées au cours de l'année 1259 :
- 25 mars : Andronic II Paléologue, empereur byzantin de 1282 à 1328.
- 25 juin : Hugues XIII de Lusignan, sire de Lusignan, comte de Marche, comte d’Angoulême.

- Cerverí de Girona, troubadour catalan.
- Henri III de Bar, comte de Bar de 1291 à 1302.
- Kyawswa, l'un des derniers souverains du Royaume de Pagan, en Birmanie.
- Richard de Bourg, surnommé le Comte Rouge (en anglais : The Red Earl), seigneur de Connaught et 2e comte d'Ulster de 1271 à 1326.
- Ubertin de Casale, prédicateur et théologien italien appartenant à l'ordre des Franciscains.
- Démétrius II de Géorgie, roi de Géorgie de 1270 à 1289.
- Hōjō Munenobu, septième Minamikata rokuhara Tandai (chef de la sécurité intérieure à Kyoto).
- Wulfing von Stubenberg, évêque de Lavant et de Bamberg.

## Crédit d'auteurs
- Cet article est partiellement ou en totalité issu de l'article intitulé « 1259 » (voir la liste des auteurs).